# 约翰·阿尔伯格
约翰·阿尔伯格（英語：John O. Aalberg）是一位好莱坞声音技师，曾参与过包括公民凯恩和生活多美好的制作。他曾十次获得奥斯卡奖提名，并获得了奥斯卡的三项技术奖。
阿尔贝格还与萨拉·简·摩尔结婚，后者试图刺杀总统杰拉尔德·福特。他们有一个名叫弗雷德里克·奥尔堡（Fredric W. Aalborg）的孩子。

## 精选影视作品
提名：
- 巴黎来的女孩（英语：That Girl from Paris） (1936)[1]
- 玉貌莺喉（英语：Hitting a New High） (1937)[2]
- 活泼的小姐（英语：Vivacious Lady） (1938)[3]
- 巴黎圣母院（英语：The Hunchback of Notre Dame (1939 film)） (1939)[4]
- 女人万岁（英语：Kitty Foyle (film)） (1940)[5]
- 新鲁滨逊漂流记（英语：Swiss Family Robinson (1940 film)） (1940)[5]
- 公民凯恩 (1941)[6]
- 生活多美好 (1946)[7]
- 两张通往天堂的车票（英语：Two Tickets to Broadway） (1951)[8]
- 良宵春暖（英语：Susan Slept Here） (1954)[9]